# Hippocampus-Debatte

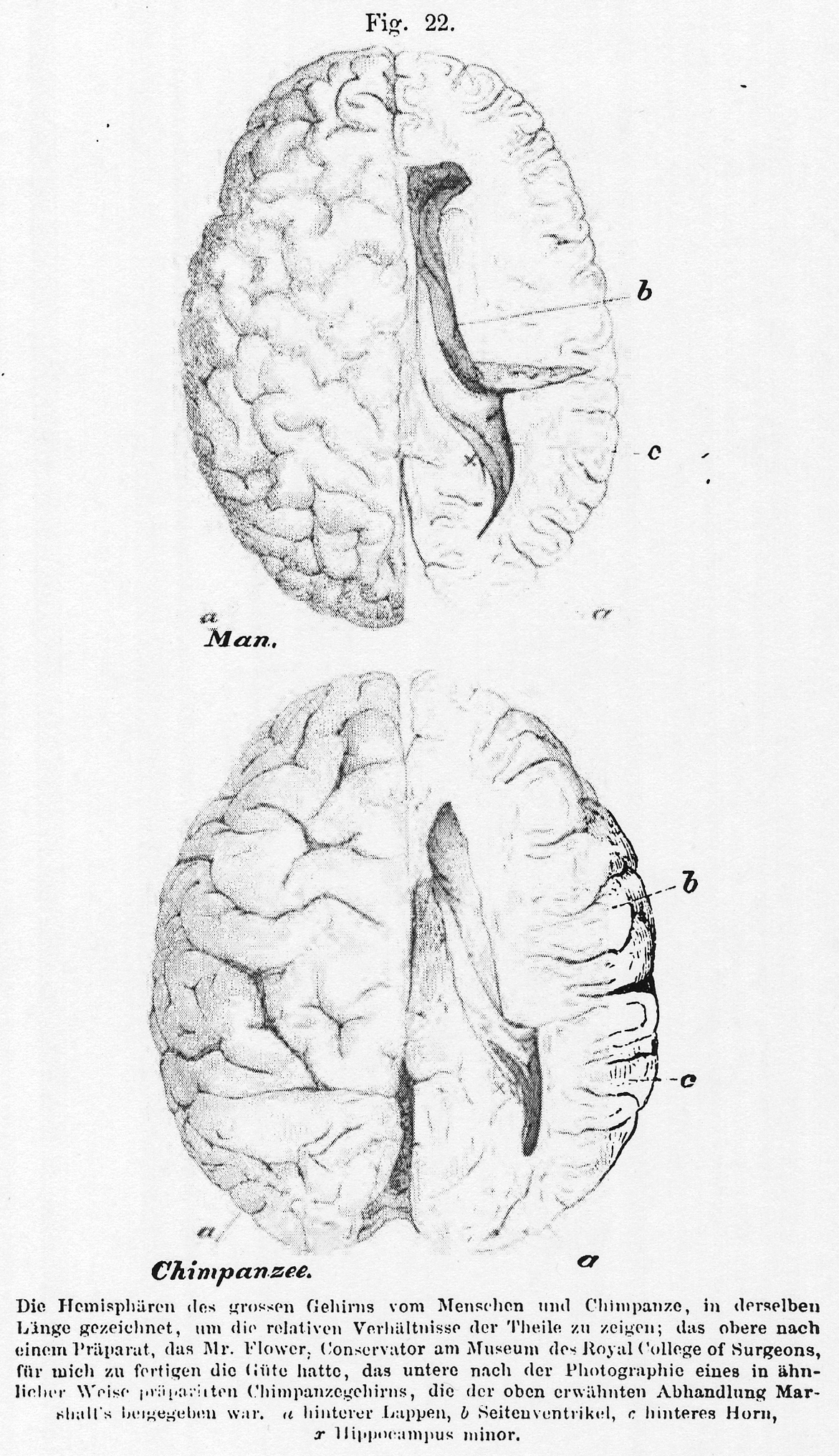
Vergleich der Hemisphären des Endhirns von Mensch und Schimpanse:
a) Hinterer Lappen
b) Seitenventrikel
c) Hinteres Horn
x) Hippocampus minor.

Die Hippocampus-Debatte war eine Kontroverse zwischen den britischen Biologen Richard Owen und Thomas Henry Huxley über die taxonomische Einordnung des Menschen in das Tierreich. 
Sie wurde im Sommer 1860, zwei Tage vor der Huxley-Wilberforce-Debatte, auf der Jahrestagung der British Association for the Advancement of Science in Oxford ausgelöst, als der bedeutendste britische Anatom Richard Owen erneut behauptete, dass sich der Mensch von den anderen Primaten durch bestimmte morphologische Besonderheiten im Gehirnaufbau, insbesondere das Vorhandensein eines Hippocampus minor, unterscheide und er eine eigene Unterklasse in der Klasse der Säugetiere bilde. In der Diskussion trat Thomas Henry Huxley dieser Auffassung entgegen und versprach, Owens Behauptung zu widerlegen.
Zum Teil von Huxley initiiert, erschien in der Folgezeit eine Reihe von wissenschaftlichen Untersuchungen an Primatengehirnen, die Owens Darstellungen widersprachen. Owen beharrte jedoch mehrfach auf seiner Einschätzung der Untersuchungsergebnisse. Die Auseinandersetzung, die von der britischen Öffentlichkeit mit großem Interesse verfolgt wurde, ebbte 1863 nach dem Erscheinen von Huxleys Werk Evidence as to Man’s Place in Nature ab.
Der öffentliche Streit zwischen dem „Britischen Cuvier“ Owen und „Darwin’s Bulldog“ Huxley war ein wichtiger Schritt zur Anerkennung von Charles Darwins Evolutionstheorie und beschädigte Owens Ruf als Wissenschaftler nachhaltig.

## Hippocampus minor
Der Hippocampus minor befindet sich im Seitenventrikel des Endhirns. Er ist eine Vorwölbung der medialen Wand des im Hinterhauptslappen gelegenen Hinterhorns (Cornu posterius), die durch die tief einschneidenden Kalkarina (auch Spornfurche genannt) gebildet wird. Da sie an den Sporn eines Vogels erinnert, erhielt sie die Bezeichnung Calcar avis.
Bei der Überarbeitung der Gehirn-Nomenklatur im Jahr 1786 benannte Félix Vicq d’Azyr die Calcar avis in Hippocampus minor um. Den 1564 von Giulio Cesare Aranzi entdeckten Hippocampus bezeichnete er hingegen als Hippocampus major. Johann Christoph Andreas Mayer verwendete 1779 in einer Arbeit irrtümlich die Bezeichnung „Hippopotamus“ (Flusspferd). Andere Autoren wiederholten diesen Fehler, bis Karl Friedrich Burdach 1829 den Sachverhalt aufklärte. Bis zum Ende des 19. Jahrhunderts waren Calcar avis und Hippocampus minor synonym in Gebrauch.

## Vorgeschichte

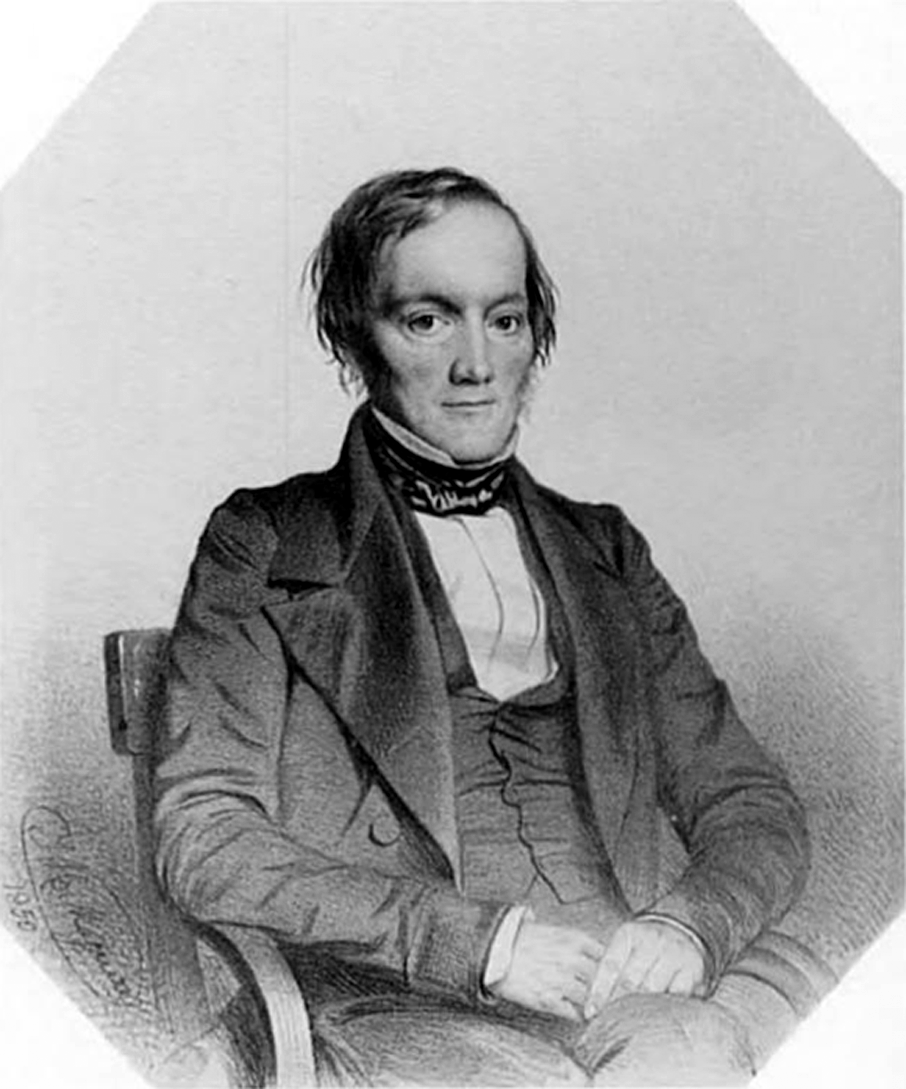
Richard Owen, 1850

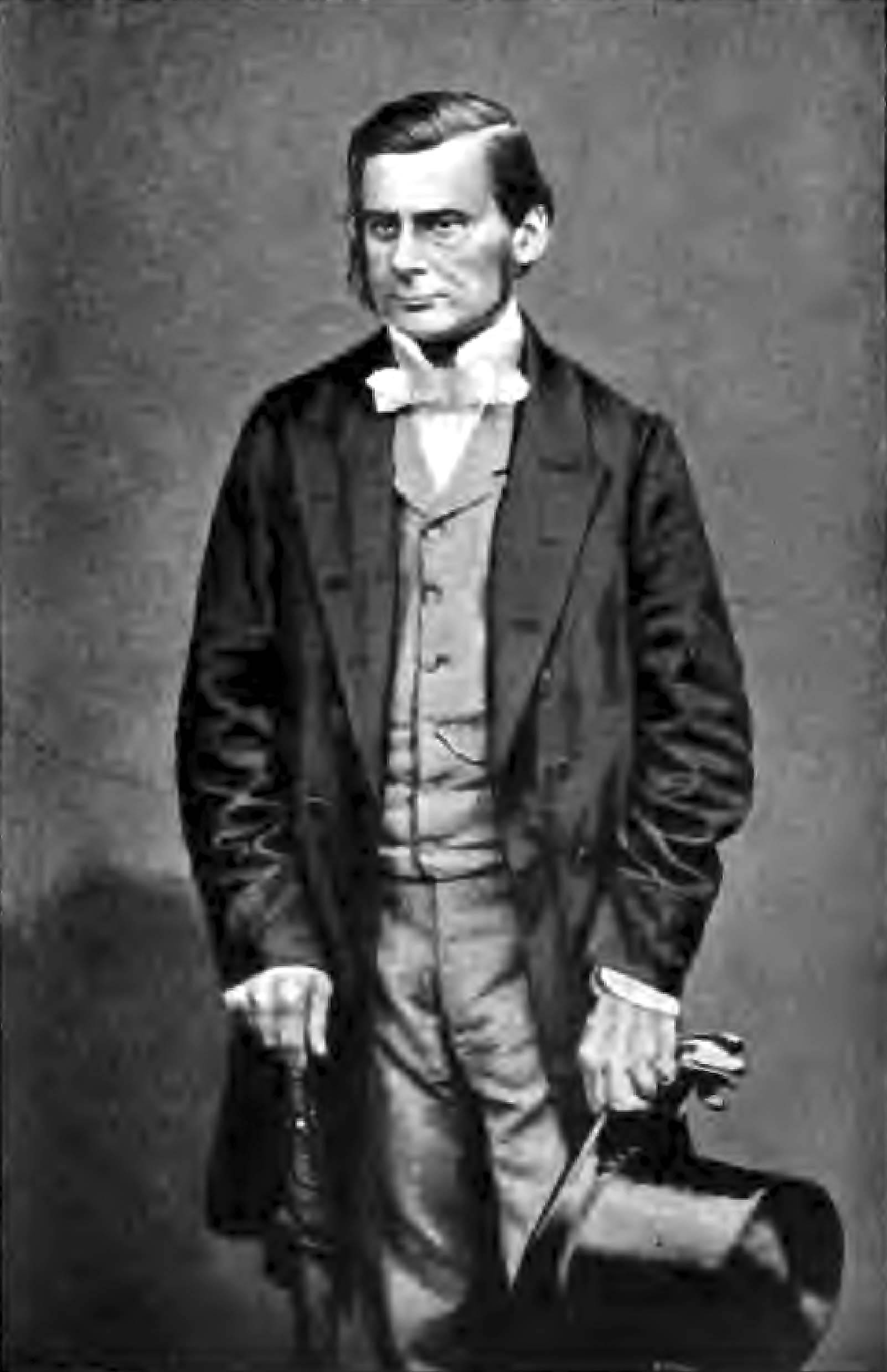
Thomas Henry Huxley, 1860

Lebende Menschenaffen gab es bis zu Beginn der 1830er in den europäischen zoologischen Gärten kaum. Der 1828 gegründete Londoner Zoo im Regent’s Park erhielt seinen ersten Orang-Utan 1830, den ersten Schimpansen 1835 und den ersten Gibbon 1839. Der junge Orang-Utan starb bereits drei Tage nach seiner Ankunft aus Indien an einer Lungenentzündung. Richard Owen untersuchte den Kadaver und publizierte die Ergebnisse in der ersten wissenschaftlichen Arbeit seiner Laufbahn. Der 1835 aus Sierra Leone eingeführte Schimpanse verstarb ebenfalls schnell und Owen erhielt die Erlaubnis, das Tier zu untersuchen. Owen stellte fest, dass das Skelett des Schimpansen dem des Menschen mehr ähnelte als das des Orang-Utans, wies jedoch die von Jean-Baptiste de Lamarck aufgestellte These, dass der Mensch ein Nachfahre des Affen sei, zurück.
Owen, seit 1856 Superintendent der naturgeschichtlichen Sammlung des Britischen Museums und durch seine zahlreichen Veröffentlichungen eine anerkannte Autorität auf dem Gebiet der Knochenkunde der Primaten, hielt am 17. Februar und 21. April 1857 zwei Vorträge vor der Linné-Gesellschaft von London. Wie schon Charles Lucien Bonaparte vor ihm schlug er vor, die Säugetiere anhand von Merkmalen des Gehirns zu klassifizieren. Owen unterschied vier Unterklassen der Säugetiere. Die niedrigste Entwicklungsstufe der Gehirne bilden die Unterklasse „Lyencephala“ (d. h. lose zusammenhängende Hirnpartien). Diese ist dadurch gekennzeichnet, dass die beiden Hirnhälften relativ klein und äußerlich gewöhnlich glatt und nur lose durch Querbahnen miteinander verbunden sind. Zu ihr gehören die Kloakentiere und die Beutelsäuger. Die nächste Stufe der Gehirnentwicklung wird durch die Unterklasse „Lissencephala“ (d. h. glatte Gehirne) repräsentiert, welcher die Nagetiere, Spitzmäuse, Fledertiere und Faultiere angehören. Bei ihnen sind die Gehirnhälften durch einen Balken verbunden. Die Gehirnoberfläche ist glatt und weist keine oder wenige Hirnwindungen auf. Der nächste Entwicklungsschritt der Gehirne, die Unterklasse „Gyrencephala“ (d. h. gewundene Gehirne), ist durch eine relative Größenzunahme des Gehirns charakterisiert. Diese Gehirne erstrecken sich mehr oder weniger weit über das Kleinhirn, und ihre Oberfläche weist meist zahlreiche Gehirnwindungen auf. In diese Unterklasse gehören die Huftiere, Wale, Fleischfresser und die Vierhändigen („Quadrumana“), also die Menschenaffen, Affen und Halbaffen. Als einzige Art stellte Owen den Menschen in die vierte Unterklasse „Archencephala“ (d. h. herrschendes Hirn). Das menschliche Gehirn zeige eine plötzliche Vergrößerung der relativen und absoluten Größe der Hirnhälften und des Schädelvolumens. „Allein der Mensch weise im hinteren Bereich einen dritten Hirnlappen, ein hinteres Horn an der Nebenkammer und eine Hippocampus minor genannte Hirnregion auf.“
Im Gegensatz zu Carl von Linnés Auffassung, der den Menschen in die Ordnung der Primaten stellte, folgte Owen einem Vorschlag Johann Friedrich Blumenbachs, der 1779 in seinem Werk Handbuch der Naturgeschichte für den Menschen die Ordnung „Bimana“ (Zweihändige) geschaffen und alle anderen Primaten der Ordnung „Quadrumana“ (Vierhändige) zugewiesen hatte. Dieser Standpunkt wurde später insbesondere durch Georges Cuvier popularisiert. In einem Brief an Joseph Dalton Hooker kommentierte Charles Darwin die von Owen vertretene Sonderstellung des Menschen mit den Worten: „Ich möchte wissen, was ein Schimpanse dazu sagen würde.“
Thomas Henry Huxley, seit 1854 Professor für Paläontologie an der Royal School of Mines, befand sich 1857 unter den Zuhörern von Owens Vorlesungen. Er begann sich nach den Veranstaltungen mit anthropologischen Themen auseinanderzusetzen. Seine Vorlesungsreihe The Principles of Biology (Die Prinzipien der Biologie), die er im ersten Quartal 1858 vor der Royal Institution abhielt, ergänzte er im Frühjahr 1858 um eine Vorlesung über die „Unterscheidungsmerkmale des Menschen“ (The Distinctive Characters of Man). Vor Abbildungen und Gehirnen, die von Menschen, Gorillas und Pavianen stammten, gelangte er zu dem Schluss: „als Tier betrachtet ist der Unterschied zwischen Gorilla und Mensch viel kleiner als der zwischen Gorilla und Steppenpavian“. In einer weiteren Vorlesung vor der Royal Institution, die Huxley im Februar 1860 über die „Arten und Rassen und ihre Entstehung“ hielt und die Darwins Theorie gewidmet war, stellte er erneut fest, dass „der anatomische Unterschied zwischen dem Menschen und den am höchsten entwickelten Vierhändern geringer ist als der Unterschied zwischen den extremsten Arten innerhalb der Ordnung der Vierhänder.“

## Verlauf der Debatte

### Oxford 1860

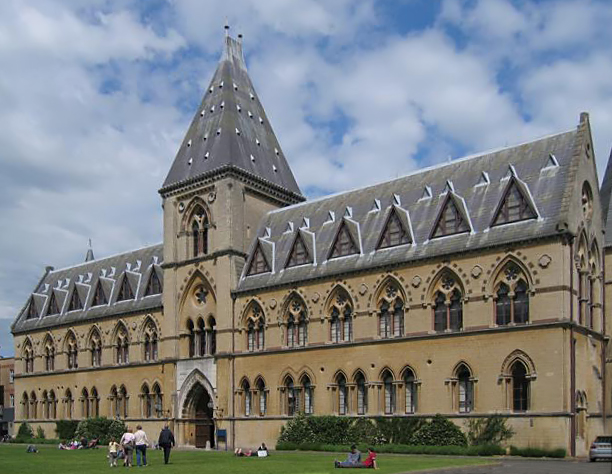
Ende Juni 1860 kam es in den Räumen des neu eröffneten Oxford University Museum of Natural History zur ersten öffentlichen Auseinandersetzung zwischen Richard Owen und Thomas Henry Huxley.

Die Jahrestagung der British Association for the Advancement of Science (BAAS) fand im Sommer 1860 in Oxford in den Räumen des neuen Oxford University Museum of Natural History statt. Am 28. Juni 1860 referierte Charles Daubeny vor der für Zoologie und Botanik einschließlich Physiologie zuständigen „Sektion D“ über die Sexualität der Pflanzen und nahm dabei besonders Bezug auf Charles Darwins Ende November 1859 erschienenes Werk Die Entstehung der Arten. John Stevens Henslow, der die Präsidentschaft der „Sektion D“ innehatte, forderte Huxley auf, sich zu äußern. Huxley lehnte es jedoch ab, vor dem versammelten Publikum zu sprechen. Owen, der zu dieser Zeit einer der wenigen europäischen Primaten-Experten war und als oberste Autorität für Primaten-Osteologie (Knochenkunde) galt, ergriff das Wort und wiederholte seine 1857 gemachten Äußerungen über die besondere Stellung des Menschen im Tierreich: Allein der Mensch weise im hinteren Bereich einen dritten Hirnlappen, ein hinteres Horn an der Nebenkammer und einen Hippocampus minor auf und bilde daher eine eigene Unterklasse. In seinem Diskussionsbeitrag griff Owen Huxleys Position zur Frage der Stellung des Menschen im Tierreich offen an. Huxley, der sich durch die Behauptungen Owens herausgefordert fühlte, reagierte darauf mit einer direkten und uneingeschränkten Widerrede und versprach sich andernorts für sein ungewöhnliches Vorgehen zu rechtfertigen.

### Huxleys „Natural History Review“

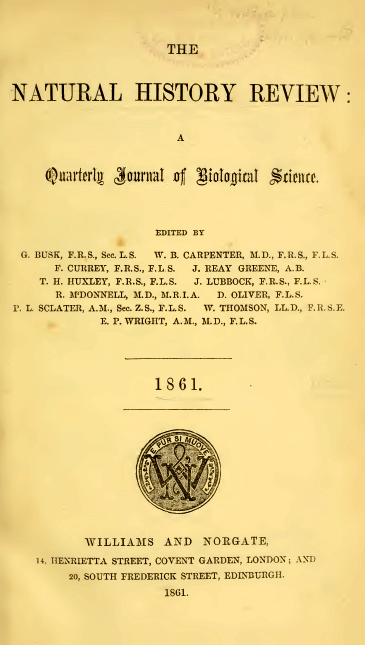
Die reformierte Zeitschrift Natural History Review wurde zum Sprachrohr von Thomas Henry Huxley. Titelblatt der Ausgabe von 1861.

Huxley nutzte insbesondere die inhaltlich neu ausgerichtete Zeitschrift Natural History Review, deren Herausgeberschaft er 1860 übernommen hatte, als Plattform für seine Erwiderung. In der im Januar 1861 erschienenen ersten Ausgabe veröffentlichte er einen Beitrag „Über die zoologische Verwandtschaft des Menschen mit den niederen Tieren“ (On the Zoological Relations of Man with the Lower Animals) und bezog darin zum ersten Mal nach Beginn der Kontroverse Stellung zu Owens Ansichten. Der Artikel begann mit der erkenntnistheoretischen Fragestellung, „in welcher Beziehung der Denker und der Forscher zum Gegenstand seiner Untersuchungen steht“. Er argumentierte, dass Theologen, Historiker und Poeten nur die große Kluft zwischen Mensch und Tier sähen und daher den Menschen vom Tierreich trennen wollten, wohingegen die Wissenschaftler gegenteiliger Meinung seien und das enge Band, das den Menschen mit seinen niederen Verwandten verbinde, hervorheben würden. Er betonte, dass beide Ansichten verschiedene Erscheinungen der menschlichen Gesellschaft beträfen, die zoologische Einordnung des Menschen in das Tierreich aber alleinige Aufgabe der Wissenschaft sei. Im Anschluss zitierte Huxley zahlreiche auf dem europäischen Festland durchgeführte Studien an den Eigentlichen Affen. Diese zeigten, dass der dritte Lappen (Hinterlappen) einen Großteil, oder sogar den gesamten Teil, des Kleinhirns der untersuchten Affenarten überdecke. Aus den gleichen Studien führte er zahlreiche Beispiele für das Vorhandensein des Hinterhorns und des Hippocampus minor an. Huxley gelangte zu der Schlussfolgerung, dass die Unterschiede der höchsten und niedrigsten Menschenrasse von derselben Größenordnung seien wie jene, die das menschliche Gehirn vom Affengehirn unterschieden. Huxley selbst hatte keine Untersuchungen an Affengehirnen vorgenommen. Bereits vor der Zusammenkunft der BAAS in Oxford hatte er jedoch einen Brief an Allen Thomson (1809–1884), Professor für Anatomie an der Universität Glasgow, geschrieben, der kurz zuvor ein Schimpansen-Gehirn seziert hatte. Thomson antwortete am 24. Mai 1860, dass die junge Schimpansin, die er seziert habe, einen gut ausgeprägten rückwärtig verlängerten Hinterlappen besessen habe, der das Kleinhirn überdecke. Huxley zitierte ausführlich aus diesem Brief.

### Gorillas

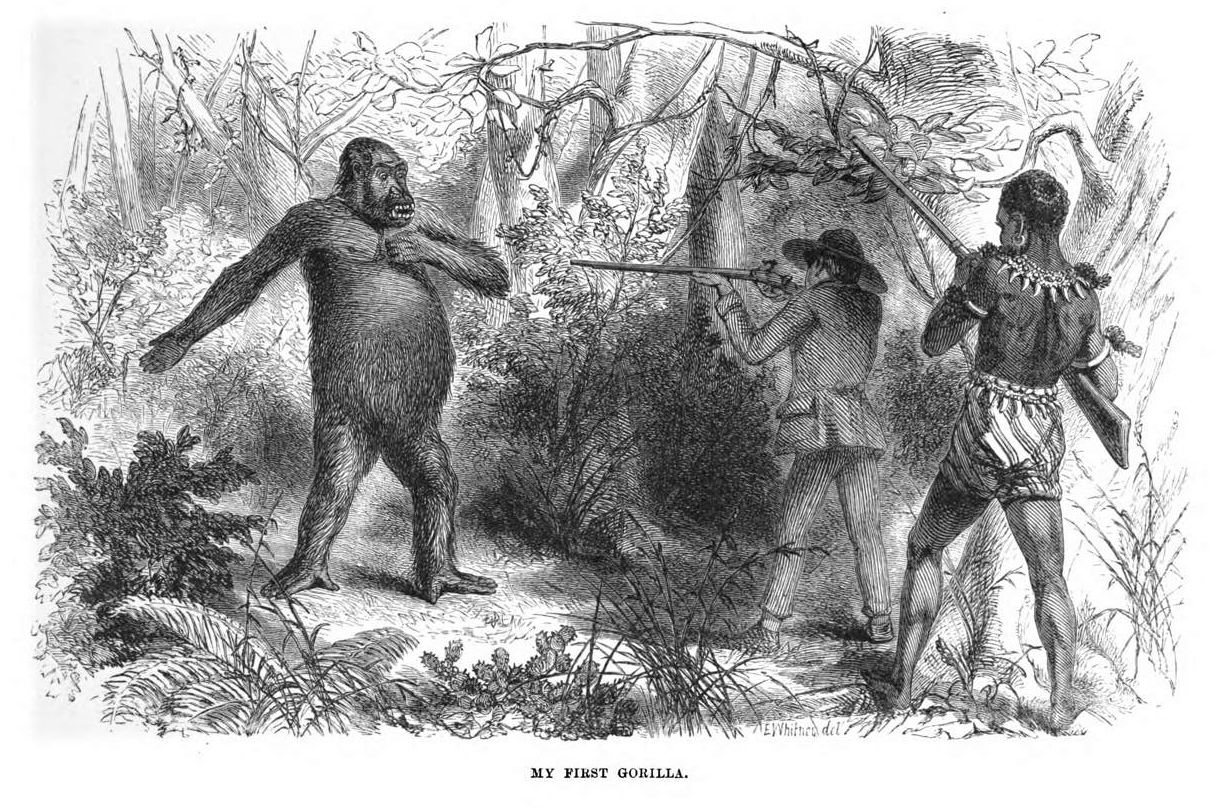
Du Chaillu trifft auf einen Gorilla

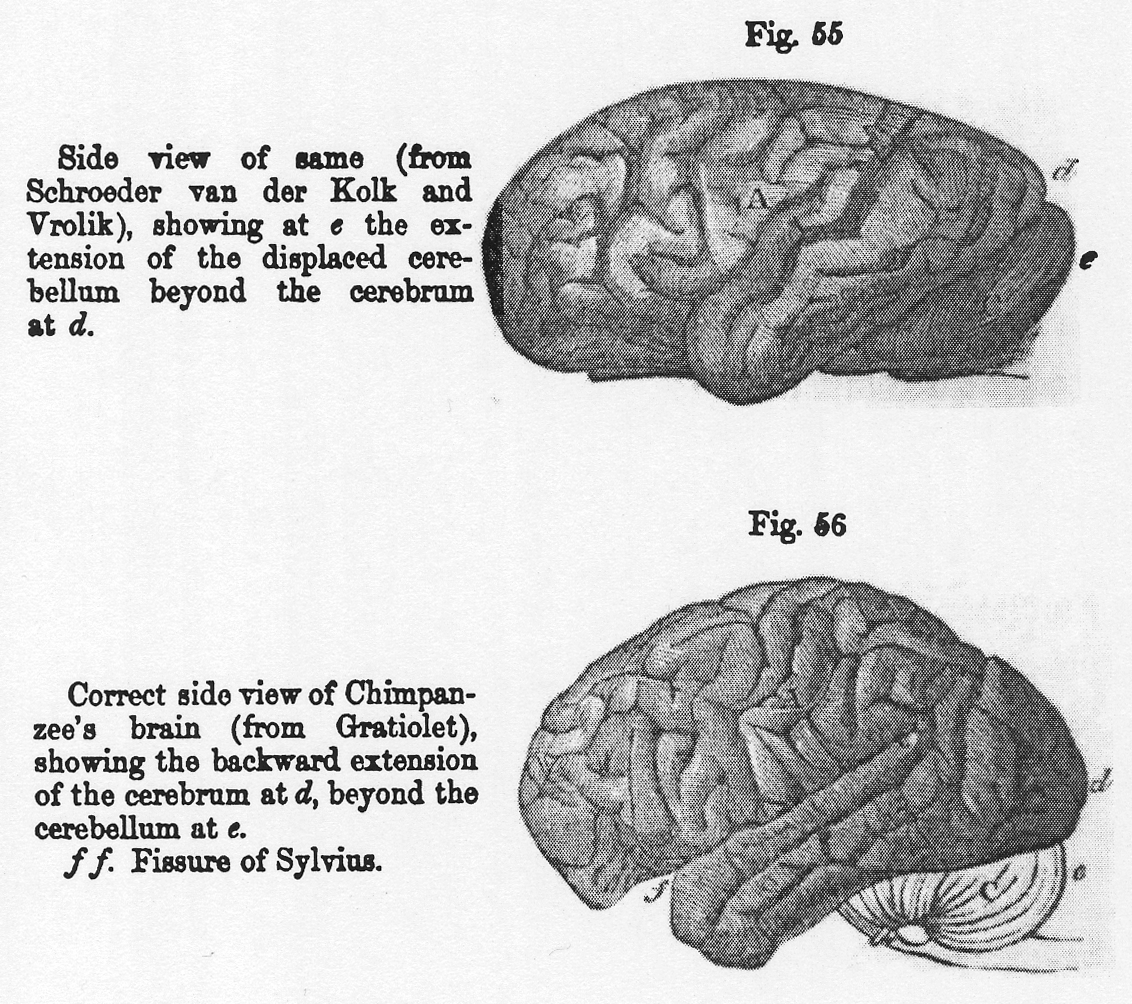
Die Seitenansicht eines Schimpansengehirns. Oben das deformierte Präparat von van der Kolk und Vrolik, unten die Abbildung von Gratiolet, die die rückwärtige Ausdehnung des Endhirns über das Kleinhirn zeigt.

Aufgrund seiner Ähnlichkeit mit dem Menschen wurde der Gorilla zu einem Kernbestandteil der Debatte über die Stellung des Menschen in der Natur. 1846 entdeckte der Missionar Thomas Staughton Savage (1804–1880) im Gebiet des heutigen Gabun den Schädel eines großen Menschenaffen, den man für eine neue Schimpansenart hielt. Mit Hilfe des US-Amerikaners Jeffries Wyman erfolgte 1847 eine erste wissenschaftliche Beschreibung unter dem Namen Troglodytes gorilla. Im gleichen Jahr gelang es Owen, von der Philosophical Institution of Bristol zwei Schädel der neuen Menschenaffenart zu erhalten, für die er 1848 den Namen Troglodytes Savagei vorschlug. Isidore Geoffroy Saint-Hilaire erkannte 1852, dass es sich um eine neue Menschenaffengattung handelte, und gab ihr den Namen Gorilla.
1849 verglich Owen den Schädelaufbau von Gorilla, Schimpanse, Orang-Utan und Mensch und betonte bereits zu dieser Zeit die besondere taxonomische Stellung des Menschen. 1851 erhielt das Hunter-Museum ein vollständiges Skelett eines Gorillas, das Owen sogleich untersuchte. Seine Ergebnisse veröffentlichte er in zwei Vorträgen. Der erste vollständig erhaltene, in Spiritus konservierte Kadaver eines Gorillas wurde dem Britischen Museum am 10. September 1858 übergeben. Damit ergab sich für Owen die Möglichkeit, die gesamte Anatomie eines Gorillas zu studieren. Durch seine Untersuchungen wurde klar, dass sich die Anatomie des Gorillas deutlich von der des Orang-Utans und Schimpansen unterscheidet und mehr der des Menschen ähnelt. Owen erkannte, dass die Füße des Gorillas besser als beim Orang-Utan und Schimpansen daran angepasst sind, zu laufen. Wie der Mensch besitzt er im Gegensatz zu allen anderen Affen einen Warzenfortsatz. Bei einem Vortrag am 4. Februar 1859, den er vor lebensgroßen Zeichnungen des Gorillas und Schimpansen von Joseph Wolf an der Royal Institution hielt, gelangte Owen zu dem Schluss, dass der Gorilla der menschenähnlichste Affe sei und dem Menschen näher stünde als der Schimpanse. Zugleich betonte er jedoch, dass es allein beim Schädel und den Zähnen über dreißig wesentliche Unterschiede gäbe.
Der zwanzigjährige Paul Belloni Du Chaillu begann 1856 mit Unterstützung der Academy of Natural Science of Philadelphia eine knapp vier Jahre andauernde Expedition nach Zentralafrika. Neben zahlreichen ethnografischen Beobachtungen und einer umfangreichen Sammlung von Vögeln und Säugetieren, die er mit zurückbrachte, gab er in seinem Reisebericht Explorations and Adventures in Equatorial Africa eine genaue, bis dahin einmalige Beschreibung des Verhaltens des Westlichen Flachlandgorillas in seiner natürlichen Umgebung. Wenige Jahre später erwiesen sich seine Beobachtungen jedoch als fehlerhaft. Ende Dezember 1860 schrieb Du Chaillu an Owen und bot ihm Teile seiner Sammlung an. Im Februar 1861 reiste Du Chaillu nach London. Dort half ihm Owen bei der Herausgabe seines Reiseberichtes, erwarb für das Britische Museum einen Teil der Sammlung von Du Chaillus Gorillahäuten und verschaffte ihm Vorträge vor der Royal Geographical Society, der Ethnological Society of London und der Royal Institution.
Einen Tag nach Du Chaillus Vortrag vom 18. März 1861 vor der Royal Institution wiederholte Owen dort in einer Vorlesung, die am 23. März 1861 in der Zeitschrift The Athenaeum wiedergegeben wurde, seine Behauptungen über den einzigartigen Aufbau des menschlichen Gehirns. In einem eine Woche später im Athenaeum veröffentlichten Brief wies Huxley kurz auf eine fehlerhafte Abbildung hin und stellte klar, dass alle bisherigen Anatomen, darunter auch Owen selbst, die umstrittenen drei Merkmale in den Gehirnen von Affen beschrieben hätten. Owen antwortete in der nächsten Ausgabe, dass seine Vorlesung, mit Ausnahme der Abbildung, korrekt wiedergegeben worden sei, und verwies seinerseits auf die Abbildung des Schimpansengehirns in seiner „Reade-Vorlesung“ von 1859. Huxley, der sich durch Owens Kommentar provoziert fühlte, machte in der nächsten Ausgabe des Athenaeums vom 13. April 1861 darauf aufmerksam, dass er bereits in seinem Januar-Aufsatz erwähnt habe, dass Owen die Abbildungen des Schimpansengehirns einem Artikel von Jacobus Schroeder van der Kolk (1797–1862) und Willem Vrolik entnommen hätte, ohne jedoch auf den Ursprung der Abbildung einzugehen. Der französische Anatom Louis Pierre Gratiolet hatte bereits 1855 deutlich gemacht, dass die Abbildung von van der Kolk und Vrolik fehlerhaft war und ein falsch konserviertes und dadurch geschrumpftes Schimpansengehirn zeigte.

### Huxleys Unterstützer
Huxleys Widerspruch in Oxford erregte die Bewunderung George Rollestons, der gerade zum ersten Linacre-Professor für Physiologie am Oxford University Museum of Natural History berufen worden war. Er untersuchte das Gehirn eines jungen Orang-Utans und verglich es mit im Oxford University Museum aufbewahrten menschlichen Gehirnen. Er führte an ihnen detaillierte Größenmessungen durch und fand keine bedeutenden Unterschiede.
John Marshall, Arzt am University College Hospital in London, erhielt 24 Stunden nach dem Tod eines jungen männlichen Schimpansen dessen Kadaver und führte sofort eine Untersuchung an dessen Gehirn durch. Er betonte, dass es zu einer großen Deformation des Gehirns kommen könne, wenn es, ohne es vorher zu härten, in Ethanol konserviert werde. Alle größeren Hirnteile hätten ihre homologen Gegenstücke beim Schimpansen. Bezüglich der drei besonderen Gehirnteile stimmte sein Ergebnis mit denen von Thompson und Huxley überein.
Als Owen zwei Monate später erneut eine von van der Kolks und Vroliks Abbildungen benutzte, um seine Behauptung zu illustrieren, meldeten sich die beiden Autoren zu Wort und wiesen darauf hin, dass sie die von Owen verneinten Gehirnstrukturen sehr wohl im Text ihres Artikels beschrieben hätten. Im August 1861 sezierten beide einen im Amsterdamer Zoo gestorbenen Orang-Utan und fanden alle drei von Owen ausschließlich für den Menschen reklamierten Gehirnstrukturen.
William Henry Flower, Anatomie-Demonstrator am Krankenhaus von Middlesex, verlas im Januar 1862 vor der Royal Society eine umfangreiche Arbeit, die auf Untersuchungen von im Sommer des Vorjahres im Tiergarten der Zoologischen Gesellschaft verstorbenen Affen und Menschenaffen beruhte. Er verglich die Gehirne von 18 Primaten-Arten und anderen Säugetieren, wie beispielsweise Katzen, Hunden und Pferden. Bei vielen der untersuchten Altweltaffen, Neuweltaffen und Feuchtnasenaffen war der Hinterlappen proportional größer als beim Menschen. Das traf auch auf den auffallend entwickelten Hippocampus minor zu.
Huxley selbst untersuchte das Gehirn des Rotgesichtklammeraffen, eines morphologisch vom Menschen sehr verschiedenen Neuweltaffen, und präsentierte am 11. Juni 1861 seine Ergebnisse auf einem Treffen der Zoologischen Gesellschaft. Owens drei Gehirnbesonderheiten waren nicht nur vorhanden, sondern sogar deutlicher als beim Menschen ausgeprägt.

### Cambridge 1862
Auf der BAAS-Tagung, die Ende September 1862 in Cambridge unter Huxleys Vorsitz stattfand, erreichte die Hippocampus-Debatte ihren Höhepunkt. Owen hielt vor der „Sektion D“ zwei Vorträge. In seinem Vortrag über das Fingertier bezweifelte er, dass Darwins Theorie den verlängerten dritten Finger der Fingertiere erklären könne. Im zweiten Vortrag verglich Owen die Beschaffenheit von Gehirn und Fuß des Gorillas mit denen des Menschen. In Bezug auf das Gehirn stellte er fest, dass sich die Hemisphären nicht über das Endhirn hinaus erstreckten und das Gehirn im Verhältnis zur Körpergröße viel kleiner als das des Menschen sei. Ohne Namen zu nennen, kritisierte er Huxleys Standpunkt, dass der Unterschied zwischen Mensch und Gorilla nicht so groß sei wie der Unterschied innerhalb der Affen und dass die Unterschiede im Aufbau der Gehirne sehr wohl als Mittel der zoologischen Klassifikation anwendbar seien. Die sich an Owens Vortrag anschließende Debatte verlief sehr lebhaft. Zuerst ergriff Huxley das Wort. Er wandte sich an die in der „Sektion D“ versammelten Anatomen mit der Frage, ob Owens Position nicht in der Vergangenheit klar genug durch kontinentaleuropäische und britische Anatomen widerlegt worden sei. Er betonte, dass die Unterschiede zwischen Mensch und Tier geistiger Art seien. Flower stellte klar, dass der Unterschied zwischen Gehirnen von Affen und Menschen nicht im Hinterlappen und dem Hippocampus minor zu suchen sei. Rolleston, der sich für die Heftigkeit des Angriffs entschuldigte, klagte Owen an, dass er die Arbeit der ausländischen Anatomen wie Gratiolet übersehen habe. Triumphierend schrieb Huxley an Darwin: „Alle Anwesenden, die es beurteilen konnten, sahen, dass Owen log und alles durcheinander warf“.
Ein Artikel in der Medical Times and Gazette, der über Owens Vortrag berichtete, zog weitere Zuschriften der Beteiligten nach sich. Rolleston schrieb einen Brief, mit dem er seine improvisierte Rede auf dem Treffen der BAAS vertiefte. Eine Woche später wurde ein Brief von Huxley veröffentlicht, in dem er die Geschichte der Kontroverse kurz zusammenfasste, Owen bezichtigte, „ein unwürdiges Spiel mit der Wahrheit zu treiben“, und ins Treffen führte, dass „kein einziger bedeutender oder unbedeutender Anatom Professor Owen unterstützt habe“.

## Ergebnisse der Debatte

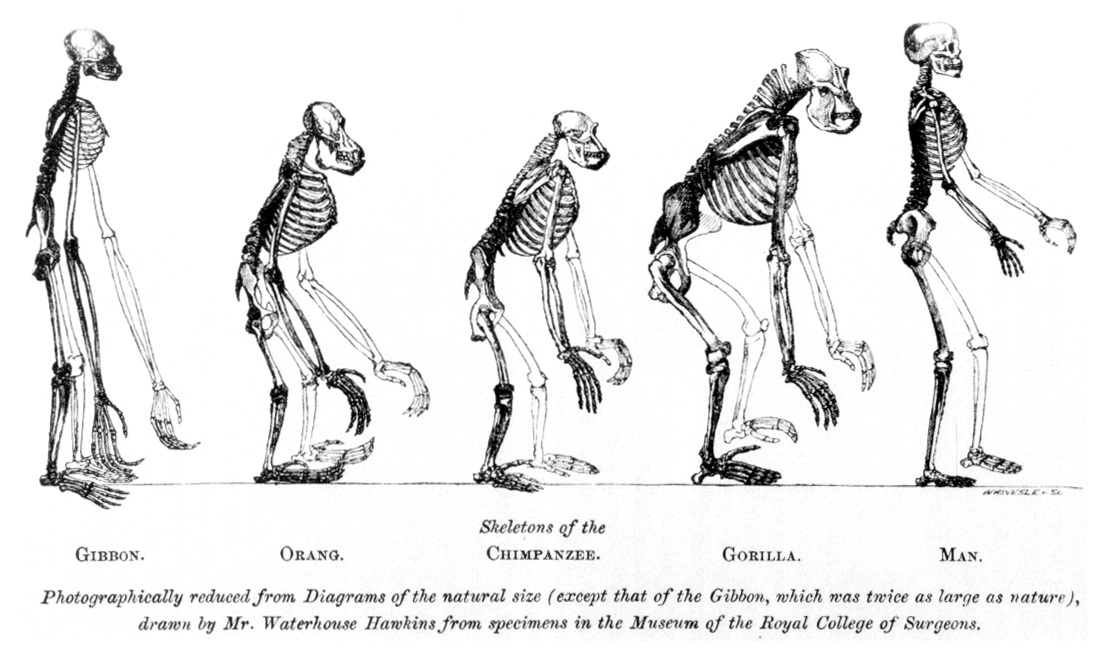
Die Skelette von Gibbon (doppelte Größe), Orang-Utan, Schimpanse, Gorilla und Mensch auf einer Zeichnung von Benjamin Waterhouse Hawkins, die als Frontispiz von Huxleys Evidence as to Man’s Place in Nature diente.

Für Huxley fand die Hippocampus-Debatte vier Monate nach der heftigen Auseinandersetzung in Cambridge mit dem Erscheinen seines Werkes Evidence as to Man’s Place in Nature (deutscher Titel: Zeugnisse für die Stellung des Menschen in der Natur) einen erfolgreichen Abschluss. Huxley begann seine Ausführungen darin mit einer historischen Darstellung der Entdeckung und Beschreibung der menschenähnlichen Affen. Daran anschließend äußerte er sich zur Ähnlichkeit der frühen Stadien der Embryonalentwicklung von zahlreichen Säugetieren, um zu zeigen, dass die Entwicklung der Embryonen von Menschen und Affen einander mehr ähnelten als die Entwicklung der Affen- und Hundeembryonen. Ähnlich eng erweise sich die Verwandtschaft bei einem Vergleich von Skelett und Schädel. Huxley zeigte, dass die Affen aus anatomischer Sicht wie der Mensch Füße und Hände besäßen. Er endete mit der Feststellung, dass „die Frage nach der Stellung des Menschen zu den niederen Tieren sich letztlich bei der Beantwortung der bedeutenderen Frage zur Haltbarkeit oder Unhaltbarkeit von Mr. Darwins Ansichten zeige.“ Nach einer kurzen Zusammenfassung seiner Kontroverse mit Owen widmete sich Huxley in einem dritten Kapitel den wenigen bis dahin bekannten menschlichen Fossilfunden, den 1829 von Philippe-Charles Schmerling entdeckten „Engis-Schädeln“ (Engis 1 und Engis 2) und dem 1857 von Hermann Schaaffhausen untersuchten Neandertaler. Huxley betonte, dass, wenn man davon ausginge, dass sich der Mensch aus einem affenähnlichen Vorfahren entwickelt habe, dies während eines sehr langen Zeitraumes geschehen sei. Huxleys Zeugnisse für die Stellung des Menschen in der Natur gelten als erste konsequente Anwendung der Darwinschen Lehre auf den Menschen.
Etwa zeitgleich mit Huxleys Werk erschien Charles Lyells Geological Evidences of the Antiquity of Man (deutscher Titel: Das Alter des Menschengeschlechts auf der Erde und der Ursprung der Arten). Antiquity of Man gliederte sich in drei große, mehr oder weniger voneinander unabhängige Abschnitte. Die ersten zwölf Kapitel beschäftigten sich mit dem Alter und der Frühgeschichte des Menschen, die nächsten sieben Kapitel mit Gletschern und die abschließenden fünf Kapitel mit Evolution. In Kapitel 24 über die Bedeutung der Umwandlungstheorie in Bezug auf die Entstehung des Menschen und seine Stellung in der Natur gab Lyell eine knappe und präzise Darstellung der Kontroverse und zeigte auf, dass Owens Ansichten sowohl bezüglich der Stellung des Menschen im Tierreich als auch hinsichtlich der angeblichen Unterschiede im Aufbau der Gehirne bei Menschen und Affen falsch seien. Hooker und andere vermuteten, dass das Kapitel über die Hippocampus-Debatte in Lyells Werk aus der Feder von Huxley stammte. Lyell, der wie viele Anhänger Darwins eine Abneigung gegenüber Owen verspürte, hatte in der Tat in einem Brief an Huxley festgestellt, dass Owen „festgenagelt“ werden müsse, und diesen für sein neues Werk um Material über die Hippocampus-Debatte gebeten. Von Huxley bekam Lyell vorab das Manuskript von Zeugnisse für die Stellung des Menschen in der Natur.
In einem an die Zeitschrift The Athenaeum gerichteten und dort veröffentlichten Brief attackierte Owen nun auch Lyell. Owen behauptete in Verkehrung der Tatsachen, dass er 1861 die Abbildungen von van der Kolk und Vrolik nur deshalb veröffentlicht habe, weil er zeigen wollte, wie sehr das Affengehirn dem menschlichen nahe komme. Lyell wurde von George Rolleston verteidigt, der in der nächsten Ausgabe der Zeitschrift auf seine eigenen Argumente und seine eigene Rolle in der Debatte hinwies. Lyell antwortete zwei Wochen später auf Owens Behauptungen. Er zitierte darin aus einem Brief, den William Henry Flower an ihn geschickt hatte und in dem Flower Lyell eine „sehr faire und gemäßigte Zusammenfassung dieser Kontroverse“ bescheinigte. Der Verleger John Murray bezeichnete Owens Brief als einen „Tintenfisch-Angriff“, da Owen seine wahren Absichten hinter einer Tintenwolke verberge.
Für die Neuauflage des Dictionary of Science, Literature and Art ergänzte Owen 1866 den Eintrag zum Hippocampus minor um den Satz: „Keine derartige Struktur, die in Lage und Form mit der Definition der Anthropotomisten übereinstimmt, wurde bisher bei irgendeinem Affen entdeckt.“ Owens abschließende Bemerkung zur Hippocampus-Debatte hatte die Form einer langen Fußnote im 1866 erschienenen zweiten Band seines Werkes On the Anatomy of Vertebrates (deutsch: Über die Anatomie der Wirbeltiere). Darin stellte er fest, dass, wie er und andere gezeigt hätten, „alle homologen Teile des menschlichen Gehirns in veränderter Form und geringerer Ausprägung bei den Quadrumana existierten,“ und bezeichnete die Angriffe von Huxley und seinen Verbündeten als „kindisch“, „lächerlich“ und „schändlich“.
Die Vehemenz der Entgegnungen Huxleys und seiner Unterstützer sowie die Widersprüche, in die sich Owen während der Auseinandersetzung verstrickte, beschädigten Owens wissenschaftlichen Ruf schwer. Ab etwa 1868 spielten seine wissenschaftlichen Schriften in der Debatte um die Darwinsche Evolutionstheorie keine Rolle mehr. Owen widmete sich in seinen verbleibenden Lebensjahren im Wesentlichen seinen Plänen zur Errichtung eines unabhängigen Naturgeschichtsmuseums, die im Bau des Natural History Museum mündeten. In einem Brief über die Hippocampus-Debatte, den Owen bereits im Oktober 1862 an Henry Acland (1815–1900) schrieb, merkte Owen in einem Postskriptum zu seiner Auseinandersetzung mit Huxley an: „Erinnern sie sich an die Geschichten des klugen, jungen Atheners, der den Wunsch verspürte eine Berühmtheit zu sein? Er suchte das Orakel auf und fragte: ‚Was muss ich tun, um ein bedeutender Mann zu werden?‘ Antwort: ‚Erschlage einen!‘“

## Rezeption

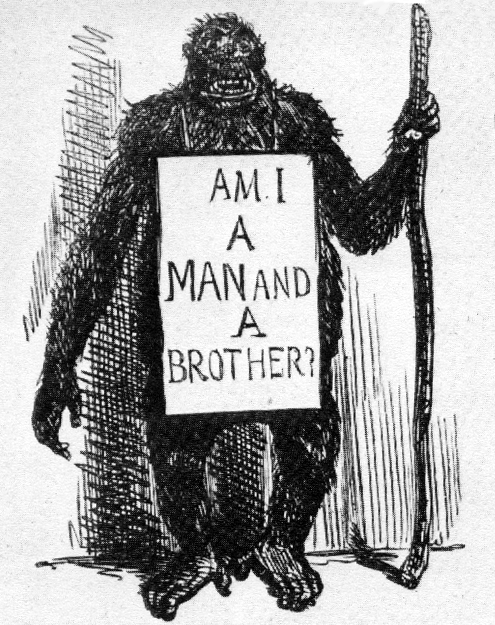
Im Mai 1861 veröffentlichte die Zeitschrift Punch das Spottgedicht „Monkeyana“. Auf der begleitenden Illustration stellt sich ein Gorilla die Frage, ob er ein Mensch und ein Bruder sei („Am I a man and a brother?“).

### Zeitgenössische Rezeption
Im Oktober 1862, wenige Tage nach dem Aufeinandertreffen von Huxley und Owen in Cambridge, forderte die Zeitschrift British Medical Journal die beiden Kontrahenten auf, ihren „boshaften Wortwechsel“ einzustellen, da er „zum Nachteil und Schaden für die Wissenschaft, ein Ulk für die Bevölkerung und ein Skandal für die Welt der Wissenschaft wird“.
Kurz nach der ersten brieflichen Auseinandersetzung zwischen Owen und Huxley in der Zeitschrift Athenaeum erschien im Mai 1861 in der Satirezeitschrift Punch das anonyme, mit „Gorilla“ unterzeichnete Spottgedicht „Monkeyana“. Nachdem das Gedicht knapp auf die Vestiges, Darwin und einige aktuelle archäologische Entdeckungen eingegangen war, verspottet es den Streit der beiden. Das Gedicht stammte vom Paläontologen und Parlamentsmitglied Philip Egerton, einem Freund Owens, der jedoch darin für keine der beiden Seiten Partei ergriff. In der Zeitschrift Punch erschien 1861 etwa ein halbes Dutzend Satiren über die Debatte oder die daran Beteiligten. Ein gutes Jahr später erschien, erneut anonym, ein weiteres Spottgedicht Egertons. The Gorilla’s Dilemma ist aus der Perspektive des Gorillas geschrieben. Verwundert über die Professoren bietet er ihnen seine eigene Sicht auf das Problem des Verhältnisses von Affen und Menschen an. Er fragt sich, ob nicht der Affe oft über dem Menschen stehe, denn mit seinem Kiefer könne er viel kräftiger zubeißen, er turne besser, schneide bessere Grimassen und sei vor allem in der Lage, zu schweigen. Ein kurz vorher erschienener Beitrag fasste das Auftreten von Owen und Huxley in Cambridge in Form eines gemeinsam gesungenen Duetts zusammen.

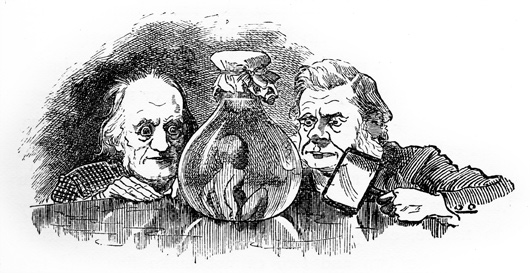
Die 1885 erschienene Neuausgabe von Charles Kingsleys Kinderbuch The Water-Babies mit Zeichnungen von Edward Linley Sambourne enthält eine Abbildung, auf der Richard Owen und Thomas Henry Huxley ein Wasserkind untersuchen.

Der anglikanische Geistliche und Schriftsteller Charles Kingsley brachte im November 1859 in einem Brief an Charles Darwin seine Hochachtung für dessen Werk On the Origin of Species zum Ausdruck. Als Teilnehmer des BAAS-Treffens in Cambridge wurde er Zeuge der Auseinandersetzung zwischen Owen und Huxley und schrieb für seine Freunde eine kurze Glosse darüber. In einer fiktiven Rede bedankt sich Lord Dundreary vor den Zuhörern der „Sektion D“ dafür, „dass sie dem beredsamen Streit bewohnen durften, obgleich niemand verstanden hätte, worum es eigentlich ginge und wer Recht habe, seien alle sehr daran interessiert gewesen, dass sie Flusspferde [Hippopotamus] im Gehirn hätten.“
Die Grundelemente dieser Glosse flossen in Kingsleys Märchen The Water-Babies, A Fairy Tale for a Land Baby (deutscher Titel Die Wasserkinder) ein und machten den „Hippocampus“ ähnlich populär wie zwei Jahre später Alice im Wunderland den Dodo. Die Wasserkinder erschien von August 1862 bis März 1863 als Fortsetzungsgeschichte im Macmillan’s Magazine und wurde anschließend in Buchform veröffentlicht. Es gehört zu den am weitesten verbreiteten Kinderbüchern des Viktorianischen Zeitalters. Kingsley erschuf für seine Geschichte die Figur des Professors Ptthmllnsprts (Put-them-all-in-spirits), die beide Kontrahenten versinnbildlicht.

„Er vertrat über ziemlich viele Dinge sehr seltsame Theorien. Einmal stand er sogar bei der British Association auf und erklärte, dass Affen, genau wie die Menschen, große Flusspferde in ihren Gehirnen haben. Wie entsetzlich so etwas zu sagen, denn was sollte, wenn dem so wäre, aus dem Glauben, der Hoffnung und der Nächstenliebe von Millionen Unsterblichen werden? … Nein, mein lieber kleiner Mann, rufe dir immer ins Gedächtnis, dass der wahre, zuverlässige, endgültige und ganz wichtige Unterschied zwischen dir und einem Affen darin besteht, dass du ein großes Flusspferd in deinem Gehirn hast und er hat keins. Und es ist deshalb eine sehr verkehrte und gefährliche Sache, eines in seinem Gehirn zu entdecken, worüber jedermann sehr bestürzt wäre.“

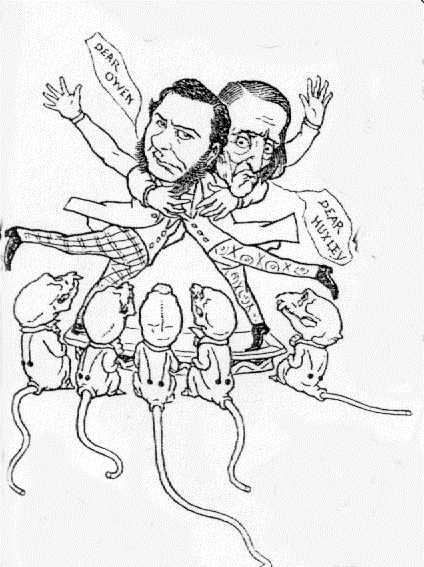
Richard Owen und Thomas Henry Huxley auf einem Detail der Zeichnung The British Association von Charles Henry Bennett (1829–1867) aus dem Jahr 1865.

Die beißendste Satire war das 1863 wiederum anonym veröffentlichte kurze Theaterstück A Report of a Sad Case (Bericht über einen traurigen Fall), in dem die beiden Straßenhändler Dick Owen und Tom Huxley „alte Knochen, Vogelhäute und Innereien“ verkaufen. Sie geraten miteinander in Streit. Als sie sich gegenseitig beschimpfen, werden sie verhaftet und vor Gericht gestellt. Während der Verhandlung beschuldigen sich die beiden weiter gegenseitig. Es werden Begriffe wie „Hinterhorn“ und „Hippocampus“ geschrien. Am Ende der Verhandlung weigert sich der Lord Mayor, sie zu verurteilen, „da keine Strafe Missetäter bessern könne, die so unverbesserlich sind“. Er rät Owen, dass dieser, anstatt weiter darüber verbittert zu sein, mit einem Affen verglichen zu werden, sich nicht wie ein solcher, sondern vielmehr wie ein Mensch verhalten solle. Huxley wies er darauf hin, dass dieser weniger an der Wahrheit interessiert sei, sondern mehr daran, seinen Rivalen zu Grunde zu richten.
Die Ereignisse der Debatte zwischen Owen und Huxley fanden noch einige Zeit später ihren Niederschlag in der zeitgenössischen Rezeption. Auf einer Zeichnung von 1865 parodierte Charles Henry Bennett (1829–1867) verschiedene Teilnehmer der Treffen der British Association, darunter Owen und Huxley, die eine Jig vor Mäusen mit Totenköpfen tanzen und sich dabei fast erwürgen. Der Politiker und Satiriker John Edward Jenkins (1838–1910) erwähnte 1872 in Lord Bantam einen Professor Cruxley, der Mitglied der Royal Society ist und der beim „Grand Eclectic Symposium and Aesthetic Soiree“ einen Festvortrag zum Thema „The Hippocampus Minor and its relation to the Mosaic Cosmogony“ (Der Hippocampus minor und seine Beziehung zur mosaïschen Kosmogonie) hält.
Richard Owens gleichnamiger Enkel veröffentlichte 1894 die Biografie seines Großvaters, für die er Thomas Henry Huxley um einen Beitrag bat. Die Debatte über den Hippocampus minor wurde von Huxley in seinem Beitrag zur Würdigung Owens nicht erwähnt. Auch Owens Enkel überging sie in seiner Biografie.

### Moderne Rezeption
Die Hippocampus-Debatte wurde lange Zeit nur als Teil der die Veröffentlichung von Charles Darwins Werk Die Entstehung der Arten begleitenden Auseinandersetzung zwischen den Anhängern und Gegnern Darwins angesehen und ihr Ausgang ausschließlich aus der Sicht von „Darwin’s Bulldog“ Huxley dargestellt. So schrieb beispielsweise William Irvine noch 1955 in seinem Buch Apes, Angels and Victorians: The Story of Darwin, Huxley, and Evolution: „Huxley triumphierte in jeder Beziehung und erlangte nur weiteren Ruhm durch seinen wild um sich schlagenden Gegenspieler. […] Zu der Zeit, als Huxleys Evidence of Man’s Place in Nature 1863 erschien, war Owen fast schon ein geschichtliches Kuriosum.“
Owen und seine wissenschaftlichen Leistungen gerieten bald nach seinem Tod in Vergessenheit, da er, wie es Nicolaas Rupke in seiner Biografie über Richard Owen formulierte, von Darwin und seinen Anhängern systematisch aus der viktorianischen Geschichte „herausgeschrieben“ und die Erinnerung an ihn nur über seine Kritik an der Darwinschen Theorie der Evolution durch natürliche Selektion wachgehalten worden sei. Erst ab Mitte der 1960er Jahre begannen sich Wissenschaftshistoriker differenzierter mit Owen und seinen Beiträgen zur Entwicklung des Evolutionsgedankens auseinanderzusetzen. Anteil an Owens Rehabilitierung hatten unter anderem die Wissenschaftler Roy M. MacLeod, Dov Ospovat (1947–1980), Adrian Desmond und Nicolaas A. Rupke.
In neueren Studien wurde die Hippocampus-Debatte zwischen Owen und Huxley vor dem Hintergrund der wissenschaftlichen und philosophischen Auffassungen sowie der persönlichen und sozialen Stellung der beiden Kontrahenten untersucht. Nicolaas A. Rupke wies 1994 darauf hin, dass Owen seine zunächst absolute Aussage zum Vorhandensein der drei Gehirnbesonderheiten relativiert und deren Ausprägung in den Mittelpunkt seiner Erwiderungen gestellt habe, während Huxley stets auf Owens ursprüngliche Aussage Bezug genommen habe. Christopher E. Cosans untersuchte 1994 Huxleys Motive, die Unterschiede zwischen Menschen und Affen zu verringern, während er mit seiner Argumentation gleichzeitig die Kluft zwischen den Menschenrassen vergrößerte, und unterstellte Huxley rassistische Motive. C. U. M. Smitha nutzte 1997 die Hippocampus-Debatte als Fallstudie, um zu zeigen, wie die sich im Viktorianischen Zeitalter rasch verändernden sozialen Faktoren dazu beitrugen, dass sich die Ansichten von Huxley und Darwin über die Stellung des Menschen in der Natur schließlich durchsetzten. Thomas Gondermann machte 2007 darauf aufmerksam, dass die Debatte nicht nur für die Durchsetzung der Evolutionstheorie Darwins, sondern auch für die Entwicklung der Anthropologie bedeutsam war.

## Nachweise

### Primärquellen
1. ↑  Richard Owen: On the Anatomy of the Orang-Utan (Simia satyrus, L.). In: Proceedings of the Committee of Science and Correspondence of the Zoological Society of London. Band 1, London 1830, S. 4–5, 8–10, 28–29, 67–72. Online
2. ↑  Richard Owen: On the Osteology of the Chimpanzee and Orang Utan. In: Transactions of the Zoological Society of London. Band 1, London 1835, S. 343–379. Online
3. ↑  Richard Owen: On the Characters, Principles of Division, and Primary Groups of the Class Mammalia. In: Journal of the Proceedings of the Linnean Society of London. Band 2, London 1858, S. 1–37. Online
4. ↑  Thomas Henry Huxley: On Species and Races, and Their Origin. In: Medical Circular. Nr. 401, 7. März 1860, S. 149–150. Online
5. ↑  Charles Daubeny: Remarks on the Final Causes of the Sexuality of Plants, with particular reference to Mr. Darwin’s Work ‚On the Origin of Species by Natural Selection‘. In: Report of the thirthieth Meeting of the British Association for the Advancement of Science held at Oxford in June and July 1860. John Murray, London 1861, S. 109–110. Online
6. ↑  [Anonym]: The Athenaeum. Nr. 1706, 7. Juli 1860, S. 25–26.
7. ↑  Thomas Henry Huxley: On the Zoological Relations of Man with the Lower Animals. In: Natural History Review. Neue Serie, Band 1, Januar 1861, S. 67–84. Online
8. ↑  T. S. Savage und J. Wyman: Notice of the external characters and habits of Troglodytes gorilla, a new species of orang from the Gaboon River; Osteology of the same. In: Boston Journal of Natural History. Band 5, 1847, S. 417–442.
9. ↑  Richard Owen: On a New Species of Chimpanzee. In: Proceedings of the Zoological Society of London. Band 16, 1848, S. 27–35. Online
10. ↑  Richard Owen: Osteological contributions to the natural history of the chimpanzees (Troglodytes, Geoffroy), including the descriptions of the skull of a large species (Troglodytes Gorilla, Savage) discovered by Thomas S. Savage, MD in the Gaboon Country, West Africa. In: Transactions of the Zoological Society of London. Band 3, London 1849, S. 381–422. Online
11. ↑  Richard Owen: Osteological contributions to the natural history of the Chimpanzees (Troglodytes) and Orang (Pithecus) No. IV. Description of the cranium of an adult male Gorilla, from the River Danger, west coast of Africa, indicative of a variety of the great Chimpanzee (Troglodytes gorilla), with remarks on the capacity of the cranium and other characters shown by the skull, in the Orangs, Chimpanzees and different varieties of the human race. In: Transactions of the Zoological Society of London. Band 4, [1862]. S. 89–115.
12. ↑  Richard Owen: Osteological contributions to the natural history of the Chimpanzees (Troglodytes) and Orang (Pithecus) No. V. Comparison of the lower jaw and vertebral column of the Troglodytes gorilla, Troglodytes niger, Pithecus satyrus and different varieties of the human race. In: Transactions of the Zoological Society of London. Band 4, [1862], S. 75–88.
13. ↑  Richard Owen: On the Gorilla. In: Proceedings of the Royal Institution. Band 3, London 1858–1862, S. 10–30. Online
14. ↑  Paul Belloni Du Chaillu: Explorations and Adventures in Equatorial Africa. J. Murray, London 1861. Online
15. ↑  Richard Owen: The Gorilla and the Negro. In: The Athenaeum. Nr. 1743, 23. März 1861, S. 395–396. Online
16. ↑  Thomas Henry Huxley: Man and the Apes. In: The Athenaeum. Nr. 1744, 30. März 1861, S. 433. Online
17. ↑  Richard Owen: The Gorilla and the Negro. In: The Athenaeum. Nr. 1745, 6. April 1861, S. 467.
18. ↑  Thomas Henry Huxley: Man and the Apes. In: The Athenaeum. Nr. 1746, 13. April 1861, S. 498.
19. ↑  George Rolleston: On the Affinities of the Brain of the Orang Utang. In: Natural History Review. Band l, April 1861, S. 201–217. Online
20. ↑  John Marshall: On the Brain of a Young Chimpanzee. In: Natural History Review. Band 1, Juli 1861, S. 296–315. Online
21. ↑  Richard Owen: On the cerebral characters of man and the ape. In: Annals and Magazine of Natural History. 3. Serie, Band 7, London 1861, S. 456–458. Online
22. ↑  Jacobus Schroeder van der Kolk, Willem Vrolik: Note sur l’encephale de l’orang utang. In: Natural History Review. Band 2, London 1862, S. 111–117.
23. ↑  William Henry Flower: On the Posterior Lobes of the Cerebrum of the Quadrumana. In: Philosophical Transactions of the Royal Society of London. Band 152, 1862, S. 185–201. Online
24. ↑  Thomas Henry Huxley: On the Brain of Ateles Paniscus. In: Proceedings of the Zoological Society. London 1861, S. 493–508. Volltext
25. ↑  Richard Owen: On the characters of the Aye-aye, as a test of the Lamarckian and Darwinian hypothesis of the transmutation and origin of species. In: Report of the thirty-second Meeting of the British Association for the Advancement of Science held at Cambridge in October 1862. John Murray, London 1863, S. 114–116. Online
26. ↑  Richard Owen: On the zoological significance of the cerebral and pedial characters of man. In: Report of the thirty-second Meeting of the British Association for the Advancement of Science held at Cambridge in October 1862. John Murray, London 1863, S. 116–118. Online
27. ↑  [Anonym]: The Athenaeum. Nr. 1824, 11. Oktober 1862, S. 468.
28. ↑  Richard Owen: On the Zoological Significance of the Brain and Limb Characters of the Gorilla, as Contrasted with Those of Man. In: Medical Times and Gazette. Nr. 2, 11. Oktober 1862, S. 373–374. Online
29. ↑  George Rolleston: On the Distinctive Characters of the Brain in Man and in the Anthropomorphous Apes. In: Medical Times and Gazette. Nr. 2, 18. Oktober 1862, S. 418–420. Online
30. ↑  Thomas Henry Huxley: The Brain of Man and Apes. In: Medical Times and Gazette. Nr. 2, 25. Oktober 1862, S. 449. Online
31. ↑  Charles Lyell: Das Alter des Menschengeschlechts auf der Erde und der Ursprung der Arten durch Abänderung: nebst einer Beschreibung der Eiszeit in Europa und Amerika Theodor Thomas, Leipzig 1864. Online
32. ↑  Richard Owen: Ape-origin of Man as tested by the brain. In: The Athenaeum. Nr. 1843, 21. Februar 1863, S. 262–263.
33. ↑  George Rolleston: Ape-origin of Man (Feb. 24, 1863). In: The Athenaeum. Nr. 1844, 28. Februar 1863, S. 297.
34. ↑  Charles Lyell: The brain in Man and the Ape (Feb. 26, 1863). In: The Athenaeum. Nr. 1845, 7. März 1863, S. 331–332.
35. ↑  Hippocampus minor. In: A dictionary of Science, Literature and Art, ed. by W. T. Brande assisted by J. Cauvin. ed. by W. T. Brande and G. W. Cox. 3 Bände, Longmans, Green & Co., London 1866, Band 2, S. 127, Online
36. ↑  Richard Owen: On the Anatomy of Vertebrates. Band 2, Green and Co., London 1866, S. 273, Online
37. ↑  [Anonym]: Men Or Monkeys? In: British Medical Journal. Band 2, Nr. 94, 18. Oktober 1862, S. 419–420, doi:10.1136/bmj.2.94.419.
38. ↑  [Philip Egerton]: Monkeyana. In: Punch, or the London Charivari. Band Nr. 40, Nr. 1036, 18. Mai 1861, S. 206. Online
39. ↑  [Philip Egerton]: The Gorilla’s Dilemma (to Professor Owen & Huxley). In: Punch, or the London Charivari. Band 43, Nr. 1110, 18. Oktober 1862, S. 164. Online
40. ↑  [Anonym]: The Cambridge Duet. In Punch, or the London Charivari. Band 43, Nr. 1109, Oktober 1862, S. 155. Online
41. ↑  Speech of Lord Dundreary in Section D on Friday Last. On the Great Hippocampus Question. In: Frances Eliza Grenfell Kingsley (Hrsg.): Charles Kingsley: His Letters and Memories of his Life. Band 2, H. S. King & Co., London 1877, S. 140–142 (online).
42. ↑  Charles Kingsley: Speech of Lord Dundreary in Section D, on Friday Last, On the Great Hippocampus Question. Online
43. ↑  [George Pycroft]: A Report of a Sad Case, Recently tried before the Lord Mayor, Owen versus Huxley, In which will be found fully given the Merits of the great Recent Bone Case. London 1863. Online
44. ↑  Charles Henry Bennett: The British Association. In: Punch, or the London Charivari. Band 49, Nr. 1263, 23. September 1865, S. 113–114.
45. ↑  [John Edward Jenkins]: Lord Bantam. 2 Bände, Strahan & Co., London 1872. Band 2, S. 158. Online
46. ↑  Thomas Henry Huxley: Owen’s Position in the History of Anatomical Science. In: Richard Owen (Hrsg.): The Life of Richard Owen. Band 2, London 1894, S. 273–332. Online